# Alameda County

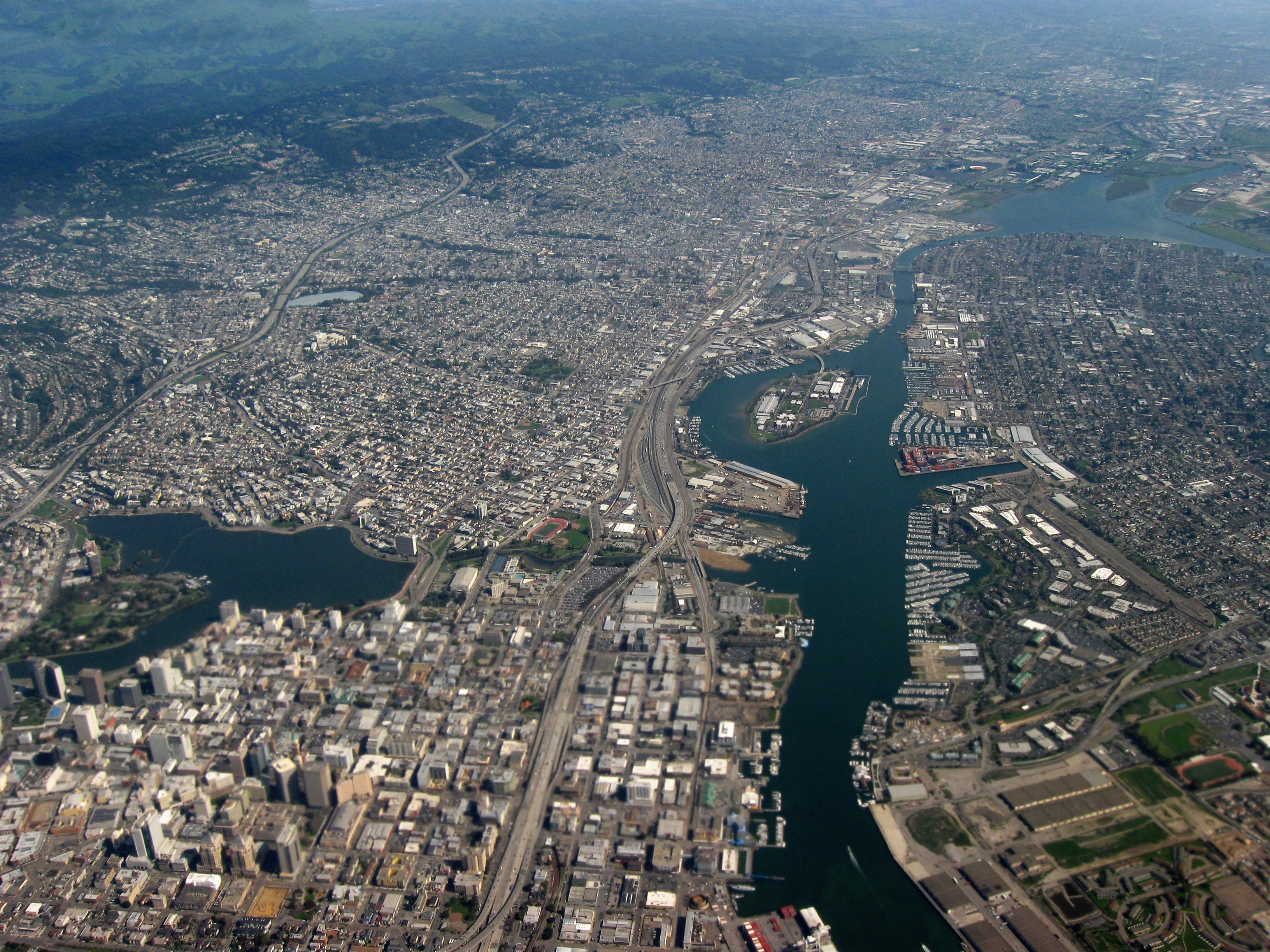
Luchtfoto van Oakland (linksonder) en Alameda (rechts). Het meer links op de foto is Lake Merritt.

Alameda County is een van de 58 county's in de Amerikaanse staat Californië. Het ligt op de oostelijke oever van de Baai van San Francisco, de regio East Bay van de San Francisco Bay Area. Volgens de volkstelling van 2010 woonden er 1.510.271 mensen, waarmee Alameda de op zes na meest bevolkte county van Californië is. De belangrijkste steden zijn de county seat Oakland, Fremont, Berkeley en Hayward. Alameda County heeft een diverse bevolking met een linkse en progressieve meerderheid.

## Geschiedenis
Alameda County ontstond op 25 maart 1853 uit een groot stuk van Contra Costa County en een kleiner stuk van Santa Clara County. Alameda is Spaans voor 'plaats waar populieren groeien' en de naam van de county is afgeleid van de waterloop Arroyo de la Alameda.
Alvarado was de eerste county seat. In 1856 verhuisde het bestuur naar San Leandro. Toen het gerechtsgebouw in 1868 vernield werd door een aardbeving van de Hayward Fault Zone, verhuisde de bestuurszetel naar Brooklyn, dat nu een deel uitmaakt van Oakland, van waaruit de county sinds 1873 bestuurd wordt.
Dat Alameda County en met name het westen van de county zo sterk verstedelijkt is, heeft er alles mee te maken dat die gebieden in de late 19e en vroege 20e eeuw ontwikkeld werden als voorsteden van San Francisco, verbonden door tramlijnen. Het naburige Contra Costa County onderging een heel gelijkaardige evolutie. De bevolking nam toe van zo'n 9.000 in 1860 naar 130.000 in 1900 en 740.000 in 1950 en bedraagt nu meer dan anderhalf miljoen.

## Geografie
Alameda County heeft een totale oppervlakte van 2126,8 km², waarvan 1.910,3 km² land is en 216,4 km² (zo'n 10%) water is. In het westen grenst de county aan de Baai van San Francisco. De Bay Bridge verbindt Oakland met San Francisco. De San Mateo-Hayward Bridge en de Dumbartonbrug verbinden de zuidelijke delen van Alameda County met San Mateo County op het Schiereiland van San Francisco. In het zuiden van Alameda County, ten zuiden van de sterk verstedelijke vlakte met daarin steden als Berkeley, Oakland, Hayward en Fremont, ligt het Don Edwards San Francisco Bay National Wildlife Refuge, dat de grens vormt met Santa Clara County. In het noorden loopt de verstedelijkte vlakte door in Contra Costa County.
Ten oosten van de kustvlakte liggen de Berkeley Hills, een onderdeel van de Pacific Coast Ranges. Die heuvels zorgen ervoor dat de gebieden in het oosten in de zomer beduidend warmer zijn. In de winter heeft het oosten van Alameda County, in tegenstelling tot het westen, veel met mist te maken. Steden in het oosten zijn Livermore en Pleasanton. Alameda County grenst in het oosten aan San Joaquin County in de Central Valley.

### Steden en dorpen
- Alameda
- Albany
- Ashland
- Berkeley
- Castro Valley
- Cherryland
- Dublin
- Emeryville
- Fremont
- Hayward
- Livermore
- Newark
- Oakland
- Piedmont
- Pleasanton
- San Leandro
- San Lorenzo
- Sunol
- Union City

## Demografie
Volgens de volkstelling van 2010 woonden er 1.510.271 mensen in Alameda County. De etnische samenstelling van de bevolking was als volgt: 43,0% blank, 26,1% Aziatisch, 12,6% Afro-Amerikaans, 0,8% van de eilanden in de Stille Oceaan en 0,6% indiaans. Van de Aziatische Amerikanen waren Chinese Amerikanen de grootste groep (9,7%), gevolgd door Filipijnse (5,5%) en Indische (4,8%). Daarnaast gaf 10,8% aan van een ander ras te zijn en 6,0% van twee of meer rassen. Op de totale bevolking identificeerde 22,5% zich als hispanic of latino. De grootste groep hispanics waren van Mexicaanse komaf (16,4%).

## Geboren
- Vin Diesel (1967), acteur, schrijver, producer en regisseur
- Anna Khaja (1974), actrice